# Turismo in Islanda

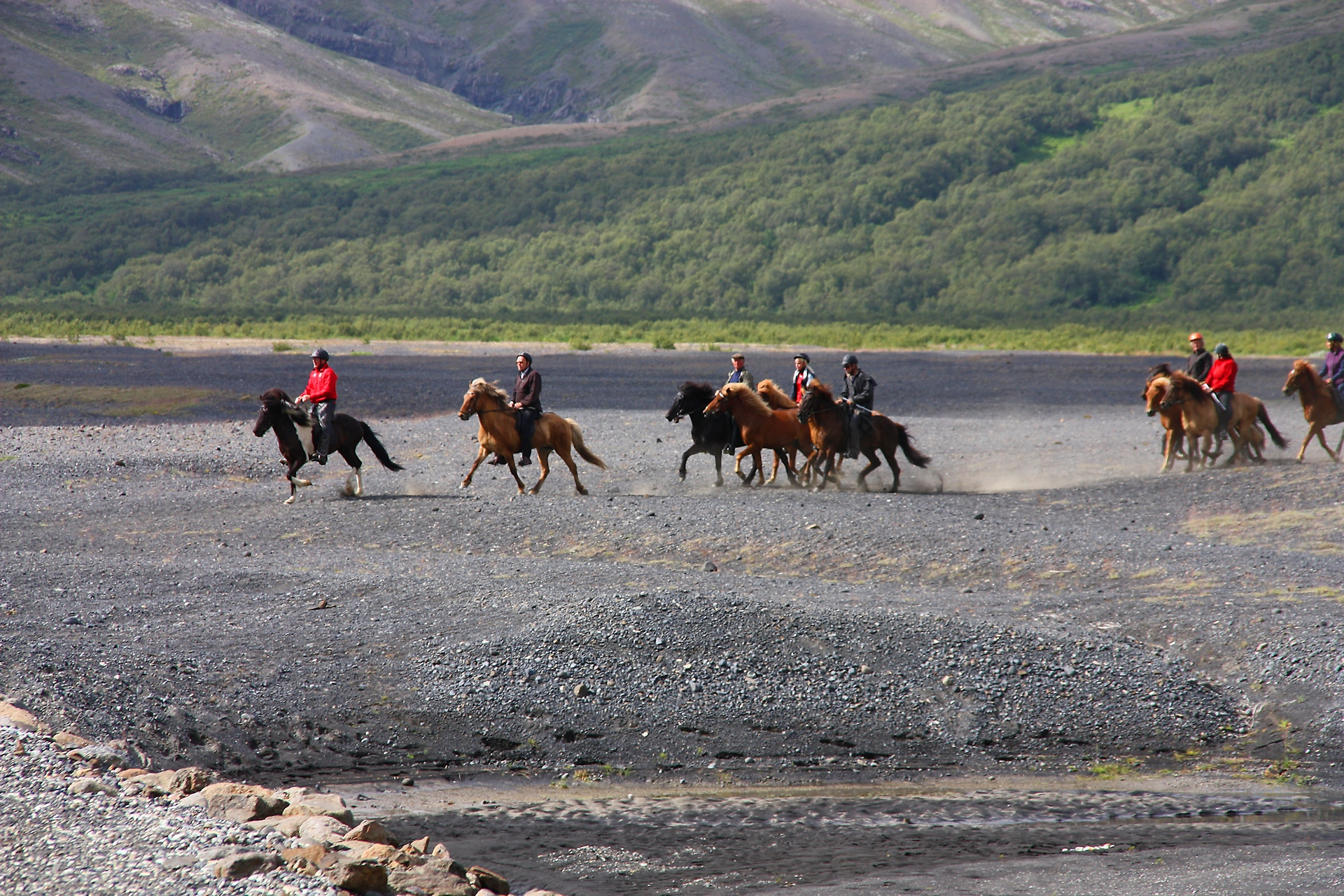
Turismo attivo: equiturismo con cavalli islandesi a Skaftafell.

Il turismo in Islanda è cresciuto notevolmente negli ultimi 15 anni, arrivando a rappresentare un importante settore dell'economia nazionale. A partire dal 2016, si stima che l'industria del turismo contribuisca per circa il 10% al PIL islandese; il numero di visitatori stranieri ha superato quota 2 000 000 per la prima volta nel 2017. Inoltre il turismo è responsabile di una quota di quasi il 30% dei proventi da esportazione del Paese.

## Storia

Evoluzione del numero annuo di visitatori stranieri in Islanda rispetto alla crescita della popolazione residente.

I servizi forniti ai turisti stranieri hanno costituito per molto tempo una parte insignificante dell'economia islandese, contribuendo a meno del 2% del PIL, anche molto tempo dopo l'avvento dei viaggi aerei internazionali. Fino all'inizio degli anni '80, il numero di visitatori stranieri in Islanda è aumentato lentamente e in modo irregolare, senza mai superare gli 80 000 annuali. La situazione è rimasta tale fino alla fine del secolo, quando il numero annuo di visitatori ha superato per la prima volta il totale della popolazione residente, attestandosi intorno ai 300 000.
Gli anni 2000 hanno rappresentato un autentico boom per l'industria del turismo islandese, che a tutt'oggi non accenna a diminuire, come testimoniato dal fatto che il numero di visitatori stranieri è cresciuto con una media del 6% all'anno tra il 2003 e il 2010, e del 20% all'anno tra il 2010 e il 2014. Nel 2015, questo rapido aumento è continuato, con il raggiungimento di oltre 1 milione di visitatori stranieri nel periodo gennaio-ottobre. Secondo l'Icelandic Tourist Board, il numero totale di pernottamenti di turisti stranieri in Islanda è cresciuto da 595 000 nel 2000 a 2,1 milioni nel 2010, prima di salire a 4,4 milioni nel 2014.
Il numero di persone che lavoravano nel settore del turismo in Islanda era di 21 600 nel 2014, rappresentando quasi il 12% della forza lavoro totale, e il contributo diretto del turismo al PIL è ora vicino al 5%.

## Siti più visitati
Secondo un sondaggio condotto dall'Icelandic Tourist Board nel 2014, le seguenti 10 destinazioni sono quelle più visitate in Islanda, sulle 39 specificatamente menzionate nel sondaggio (le percentuali indicano la percentuale di tutti i turisti stranieri che visitano la destinazione in questione e si riferiscono alla stagione estiva, in quanto alcune delle destinazioni sono meno facilmente accessibili in inverno).
| #  | Sito              | Percentuale |
| -- | ----------------- | ----------- |
| 1  | Höfuðborgarsvæðið | 97,0%       |
| 2  | Geysir/Gullfoss   | 59,4%       |
| 3  | Þingvellir        | 50,4%       |
| 4  | Vík í Mýrdal      | 47,4%       |
| 5  | Skógar            | 43,6%       |
| 6  | Jökulsárlón       | 42,3%       |
| 7  | Skaftafell        | 40,3%       |
| 8  | Akureyri          | 36,2%       |
| 9  | Mývatn            | 34,0%       |
| 10 | Laguna Blu        | 31,5%       |

## Arrivi per nazione

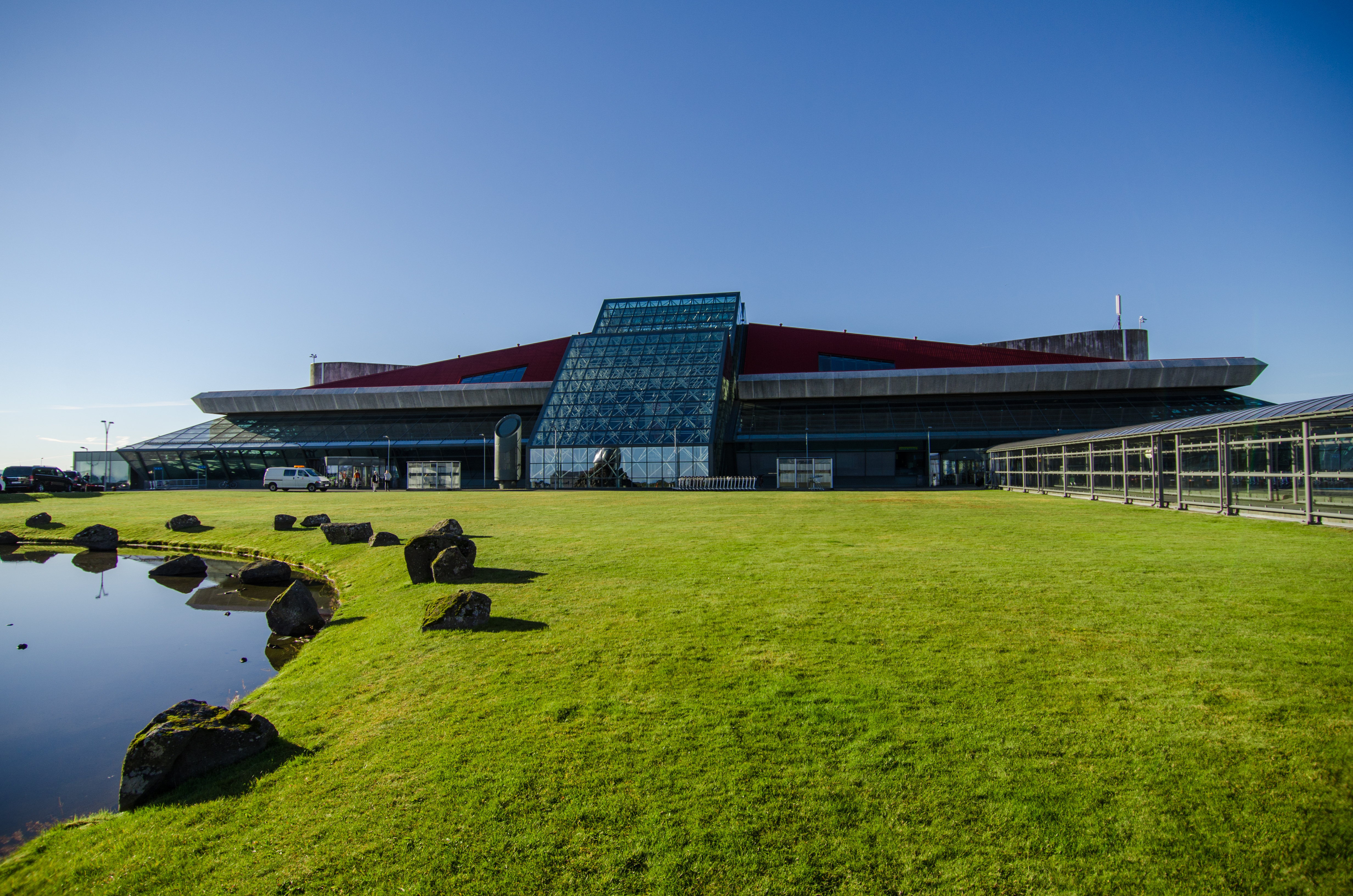
L'Aeroporto Internazionale di Keflavík, aeroporto principale dell'Islanda.

La maggior parte dei visitatori che arrivano in Islanda attraverso l'aeroporto principale proviene dai seguenti Paesi:
| #  | Paese       | 2015      | 2016      | 2017      | 2018      |
| -- | ----------- | --------- | --------- | --------- | --------- |
| 1  | Stati Uniti | 242 805   | 415 287   | 576 403   | 694 814   |
| 2  | Regno Unito | 241 024   | 316 395   | 322 543   | 297 963   |
| 3  | Germania    | 103 384   | 132 789   | 155 813   | 139 155   |
| 4  | Canada      | 46 654    | 83 144    | 103 026   | 99 715    |
| 5  | Francia     | 65 822    | 85 221    | 100 374   | 97 224    |
| 6  | Polonia     | 27 079    | 39 613    | 66 299    | 91 463    |
| 7  | Cina        | 47 643    | 66 781    | 86 003    | 89 495    |
| 8  | Spagna      | 27 166    | 39 183    | 57 971    | 65 589    |
| 9  | Danimarca   | 49 225    | 49 951    | 53 240    | 51 019    |
| 10 | Svezia      | 43 096    | 54 515    | 56 229    | 49 316    |
|    | Totale      | 1 261 938 | 1 767 726 | 2 195 271 | 2 315 925 |